# Mossoró Cidade Junina
O Mossoró Cidade Junina (MCJ) é um evento junino que acontece anualmente no Corredor Cultural, em Mossoró, no estado do Rio Grande do Norte, durante o mês de junho. Reúne mais de um milhão de pessoas durante os dias de festa, por isso é considerado a terceira maior festa de São João do país.
Criado no dia 22 de maio de 1997, a partir da integração dos diversos arraiás que já existiam na cidade em um grande evento, durante a segunda gestão da prefeita Rosalba Ciarlini.
Na Estação das Artes Elizeu Ventania, antiga estação ferroviária do município, que no mês de junho se transforma na Estação do Forró. A área abrange mais de 48 mil metros quadrados, onde são montados palcos, camarotes, arenas, barracas, o circo do forró, bares e restaurantes.O evento aquece a economia da cidade em vários setores: comércio, hotelaria, gastronomia e trabalhadores informais, que tem uma renda extra no período da festa.
Todas as atividades do Mossoró Cidade Junina são gratuitas, a população tem acesso livre com segurança e comodidade.
Entre as atrações do evento, estão shows com grandes artistas nacionais, festivais de humor, quadrilha, comidas tipicas e etc.
Em comemoração a história dos mossoroenses que expulsaram o bando de Lampião da cidade em 1927, é apresentado todo ano o espetáculo "Chuva de Bala"  no adro da Capela de São Vicente.
Outra grande atração do Mossoró Cidade Junina, são os concursos de Quadrilhas Juninas que ocorrem durante todo o mês de Junho, sendo o mais famoso deles, o Concurso de Quadrilhas Juninas Estilizadas, que reúne quadrilhas de várias partes do Brasil, principalmente do Ceará, Pernambuco, Brasília e do próprio Rio Grande do Norte. 